# 山口香
山口 香（やまぐち かおり、1964年12月28日 - ）は、日本の柔道家（2020年8月現在、七段）、体育学者。学位は博士（生命医科学、山梨大学）、体育学修士（筑波大学大学院・1989年）。筑波大学人間総合科学学術院 人間総合科学研究群 スポーツウエルネス学教授。
1988年ソウルオリンピックで銅メダルを獲得した。
全日本柔道連盟女子強化委員、日本オリンピック委員会理事、コナミ取締役、日本学術会議会員、筑波大学柔道部女子監督を歴任。得意技は小内刈。

## 人物
東京都豊島区で出生し、欧州と米国が強く日本人の勝利が少なかった時期に第3回世界選手権で日本人女性柔道家として史上初の金メダルを獲得している。
現役時代は「女三四郎」と称賛された。
鎌の如く直角に曲がるほどに足首が柔軟で指を丸めることができる。得意技の小内刈を仕掛ける際、まるで相手の足首の裏へ熱した鉛が入り込むが如く足を刈りしっかりと足が掛かり確実性が高い。越野忠則はこの強靭な足首を参考に技を習熟している。
2011年にJOC理事に選出される。
女子柔道強化選手への暴力問題で告発した選手を援助して2013年3月20日付けで全柔連強化委員に任命される。
2013年4月1日に瀬古利彦の後任として東京都教育委員会教育委員、6月21日に日本バレーボール協会理事、8月21日に全日本柔道連盟監事、にそれぞれ任命される。
漫画『YAWARA!』のモデルとなった。

## 略歴・戦歴
- 1978 - 1987年 全日本体重別選手権で10連覇（第1、2回：50 kg級、第3 - 10回：52 kg級）する。
- 1980年（第1回）、1982年（第2回）、1986年（第4回）、1987年（第5回）に世界選手権で準優勝する。
- 1981年 環太平洋柔道選手権大会で優勝する。
- 1979年、1981年、1983年、1985年に強化選手選考会で優勝する。
- 1983年 東京都立高島高等学校を卒業。在校時には、「ミス高島」に選出された。
- 1984年 第3回世界選手権で日本女子として初優勝する。
- 1985年 第3回福岡国際大会で日本人として初優勝[9]する。
- 1986年 第4回福岡国際大会で優勝する。
- 1987年 筑波大学体育専門学群柔道方法論専攻を卒業する。
- 1988年 ソウルオリンピックで第3位[10]になる。
- 1989年 筑波大学大学院体育学研究科コーチ学専攻修士課程を修了して現役を引退し、武蔵大学人文学部助手に就任する。
- 1993年 日本オリンピック委員会在外研修制度で1年間イギリスへ留学、武蔵大学人文学部専任講師。
- 1998年 武蔵大学人文学部助教授。
- 2007年 武蔵大学人文学部教授。
- 2008年 筑波大学大学院人間総合科学研究科スポーツ健康システム・マネジメント専攻准教授に就任する。
- 2011年 筑波大学体育系体育専門学群スポーツ健康システム・マネジメント専攻准教授に配置換え。日本オリンピック委員会理事に就任する。
- 2013年 全日本柔道連盟監事・強化委員、東京都教育委員会委員、日本バレーボール協会理事、にそれぞれ就任する。
- 2014年 コナミ取締役[11]に就任する。
- 2017年 筑波大学体育系・大学院人間総合科学研究科教授に昇任。
- 2020年 第25期日本学術会議会員[12]。
- 2022年 山梨大学に博士論文「日本におけるCOVID-19パンデミック下の高校生アスリートのメンタルヘルス,ストレッサー,ソーシャルサポートの関係」を提出し、博士（生命医科学）の学位を取得
- 2023年 第26期日本学術会議会員[13]。
  - 上月財団理事、茨城県スポーツ推進審議会委員、つくば市スポーツ振興審議会委員なども務めている。

## 著書
- 『女子柔道の歴史と課題』日本武道館, 2012.3
- 『日本柔道の論点』（2013年6月 イースト新書）
- 『残念なメダリスト チャンピオンに学ぶ人生勝利学・失敗学』（2015年9月 中公新書ラクレ）
- 『スポーツの価値』（2023年8月 集英社新書）

### 共著・監修
- 『ジュニアのための考える柔道 一本をとるヒント』向井幹博共著. 東京書店, 2007.3
- 『柔道 :柔道で磨く"心技体"』 (中学生と指導者のための武道・体育シリーズ 監修. ベースボール・マガジン社, 2008.3

## DVD
- 観て納得　即実践! 基本を鍛え　技を磨く　柔道練習法　ティアンドエイチ株式会社（2002年）

## 雑誌連載
- 『現代柔道に活！』（武道雑誌『月刊秘伝』） - 柔道の諸問題を鋭い論で斬る同誌の看板連載。

## その他
- 劇場版『YAWARA!（実写）』（1989年、東宝）にカメオ出演している。
- 1992年、阪急ドラマシリーズ（関西テレビ放送）として『めざせ!金メダル 山口香物語』という伝記ドラマが放送された（少女時代編＝4 - 6月と、オリンピックを目指した「新」編＝7 - 9月がある）。
- 山口は現役時代、52 kg級の選手であったが、ある大会の時には体重調整に失敗して52 kg級から外されそうになり、計量の際に少しでも体重を軽くしようと、パンツまで脱いで全裸で体重計に乗った。ちなみにその時は、ぎりぎりで52 kg級に合格できたという[14]。
- 2009年から2年間にわたりブログ「山口香の柔道を考える」を執筆。
- NHKラジオ第1放送『午後のまりやーじゅ』（2015年4月6日 - 2016年3月14日）月曜日パーソナリティー
- 同『ラジオ深夜便・ミッドナイトトーク』（2015年5月7日 - ）奇数月木曜日コメンテイター担当。
- 同『ごごラジ!』（2016年4月4日 - ）月曜日パーソナリティー